# Manfred Rudel
Manfred Rudel (* 30. September 1939 in Braunau, Landkreis Braunau, Reichsgau Sudetenland; † 22. Juni 2023) war ein deutscher Maler- und Lackierermeister; von 1998 bis 1999 war er Mitglied des Bayerischen Senats.

## Leben
Rudel besuchte die Volksschule, die Oberrealschule und das Bayern-Kolleg in Augsburg. Zunächst schloss er die Berufsausbildung zum Maschinenbauer ab, ehe er diese auch im Metier des Malers und Lackierers ablegte und 1965 mit der Meisterprüfung beendete. 1971 übernahm er den Betrieb seiner Eltern. 1971 wurde er stellvertretender Obermeister, später Obermeister der Maler- und Lackierer-Innung Augsburg. Von 1984 bis 1990 war er Kreishandwerksmeister der Kreishandwerkerschaft Augsburg. Bei der Handwerkskammer für Schwaben wurde er 1989 in die Vollversammlung, 1990 zum Vizepräsidenten und 1996 zum Präsidenten gewählt. 1974 wurde er Mitglied des Vorstandes der Innungskrankenkasse Augsburg, deren Vorsitzender er später wurde. 1996 wurde er Vorsitzender des Verwaltungsrats der IKK Schwaben sowie des Landesverbandes Bayerischer Innungskrankenkassen. Er gehörte außerdem dem Verwaltungsrat des Bundesverbands der Innungskrankenkassen an. Von 1988 bis 1992 war er ehrenamtlicher Richter beim Arbeitsgericht Augsburg, 1998 wurde er in den Bayerischen Senat gewählt, dem er bis zur Auflösung Ende 1999 angehörte. 2009 zog er sich vom Amt des Präsidenten der Handwerkskammer zurück.
Die Hochschule Augsburg, deren Hochschulrat er von 1999 bis 2011 angehörte, zeitweise als Vorsitzender, verlieh Rudel im Oktober 2011 die Ehrensenatorenwürde.